# 高野憲太朗
高野憲太朗（日语：／ Takano Kentarō，1月10日—）是一名日本男性聲優，茨城縣出身，Kenyu Office準所屬。

## 簡歷
畢業於立教大學戲劇研究會。曾隸屬於Vi-vo長達9年，但因該事務所於2022年3月31日終止營業，自隔日4月1日起轉屬於Kenyu Office。

## 人物
特長是弓道。興趣包括落語、料理，以及巡訪立食蕎麥麵店。

## 演出作品
※粗體字為主要角色。

### 電視動畫
2022年
- 幽零幻鏡（警備員B）
- 名偵探柯南（救援隊員）
- SPY×FAMILY間諜家家酒（恐怖分子）
- VAZZROCK THE ANIMATION（刺客B）

2023年
- 名偵探柯南（馬克）
- 我的英雄學院 第6期（英雄）
- 蠟筆小新（快遞大叔、家來C）
- 偶像大師 灰姑娘女孩 U149（天氣預報員）
- 天國大魔境（義肢男）
- 我的幸福婚約（司機）
- 進擊的巨人 The Final Season 完結篇（砲兵）
- 闇影詩章F（職員）
- 咒術迴戰 懷玉·玉折 / 澀谷事變（攝影師）

2024年
- 最強肉盾的迷宮攻略～擁有稀少技能體力9999的肉盾，被勇者隊伍辭退了～（冒險者A、自警團C、變色龍C、荷姆克魯斯A、冒險者D）
- 寶可夢 地平線（泳褲小伙子）
- 烏鴉不擇主（和麿的友人）
- 蜻蛉高球（駐在[5]、島男2）
- 新幹線變形機器人：變革世代（金城哈馬納）
- 夜晚的水母不會游泳（老師）
- 我的英雄學院 第7期（異形市民、警官、警察官）
- 魔法光源股份有限公司（客、客E）
- 蜻蛉高球 第2期（駐在）

2025年
- 名偵探柯南（隊員）
- 一兆＄遊戲（情報節目主持、電視台製片人）
- 灰色的果實（村民）
- 正義使者 -我的英雄學院之非法英雄-（TV播音員）

### 網路動畫
2018年
- HERO MASK（艾德蒙·錢德勒）

2023年
- 帕底亞的課後時光（部長）

### 遊戲
2020年
- DAIROKU：AYAKASHIMORI（狐狐）

2023年
- 勇者鬥惡龍 怪獸仙境3：魔族王子與精靈之旅 [6]
- 決鬥大師PLAY'S（[7]）

2024年
- 東京謎影者（エドワード・ハート）

## 外部連結
- 高野憲太朗：Takano Kentaro｜株式会社ケンユウオフィス
- 高野憲太朗的X（前Twitter）